# Dislin
DISLIN ist eine von Helmut Michels entwickelte Grafikbibliothek für die Darstellung von wissenschaftlichen Daten in Form von Kurven, räumlichen und farbigen Oberflächen, Balken- und Kreisdiagrammen, Konturen und geographischen Projektionen. Michels war bis März 2020 am Max-Planck-Institut für Sonnensystemforschung (ehemals MPI für Aeronomie) als Diplom-Mathematiker und Unix-Systemmanager im Rechenzentrum des Instituts beschäftigt. Nach seiner Berentung hat er die Firma Dislin Software gegründet.
DISLIN stellt für verschiedene Betriebssysteme und Compiler Plot-Bibliotheken für die Programmiersprachen C, Fortran 77 und Fortran 90/95 bereit. Daneben werden für die interpretierenden Sprachen Perl, Python, Java,
Julia, Ruby, Go und
Tcl Erweiterungsmodule angeboten. Von externer Seite gibt es die Möglichkeit, DISLIN von IDL aufzurufen.
Als Ausgabeformate unterstützt DISLIN X11, VGA, PostScript, PDF, CGM, WMF, EMF, SVG, HPGL, PNG, BMP, PPM, GIF und TIFF.

## Geschichte
Die erste Version 1.0 von DISLIN ist im Dezember 1986 erschienen. Die aktuelle Version 11.5.2 wurde im April 2024 freigegeben. Seit der Version 11.3 kann die Software für nichtkommerzielle und kommerzielle Anwendungen frei benutzt werden.